# Rura Rubensa

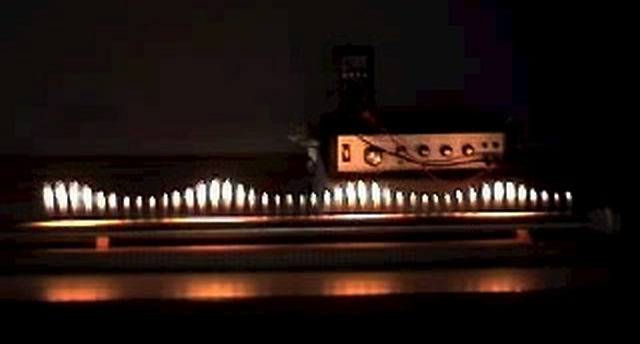
Rura Rubensa podczas demonstracji

Rura Rubensa – urządzenie do demonstracji z zakresu fizyki, prezentujące akustyczną falę stojącą za pomocą płomieni.

## Budowa

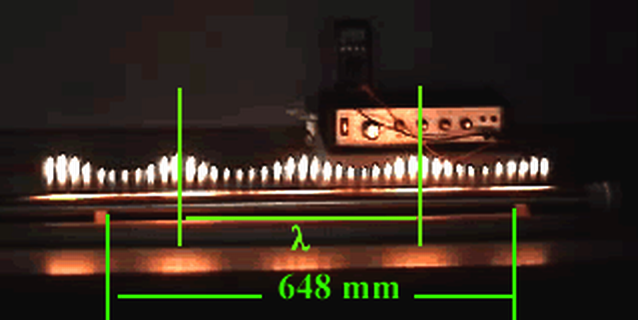
Pomiar długości stojącej fali dźwiękowej w rurze Rubensa

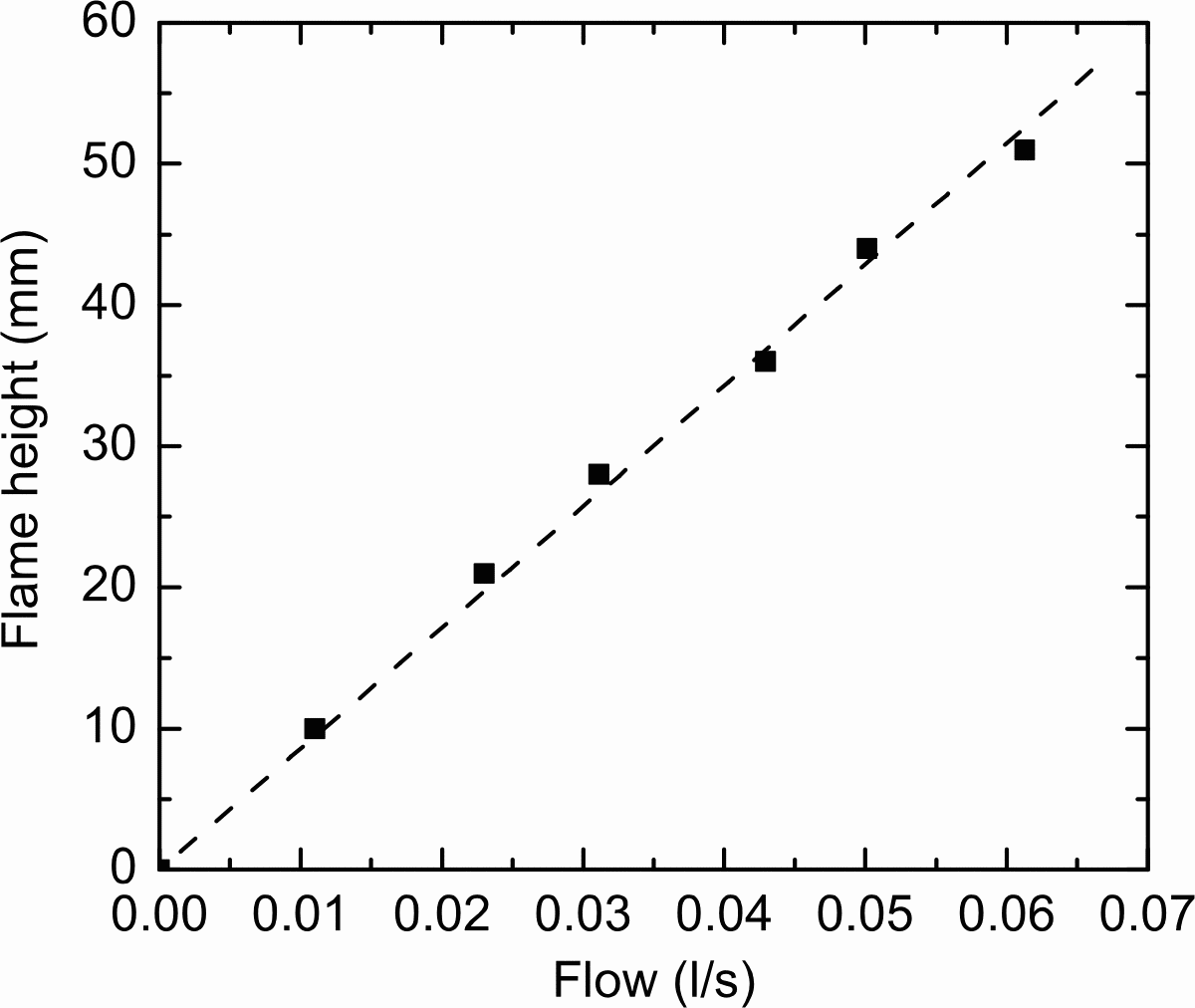
Wysokość płomieni w rurze Rubensa (brak fali stojącej) dla różnych przepływów gazu. Linia kreskowana odpowiada dopasowaniu liniowemu.

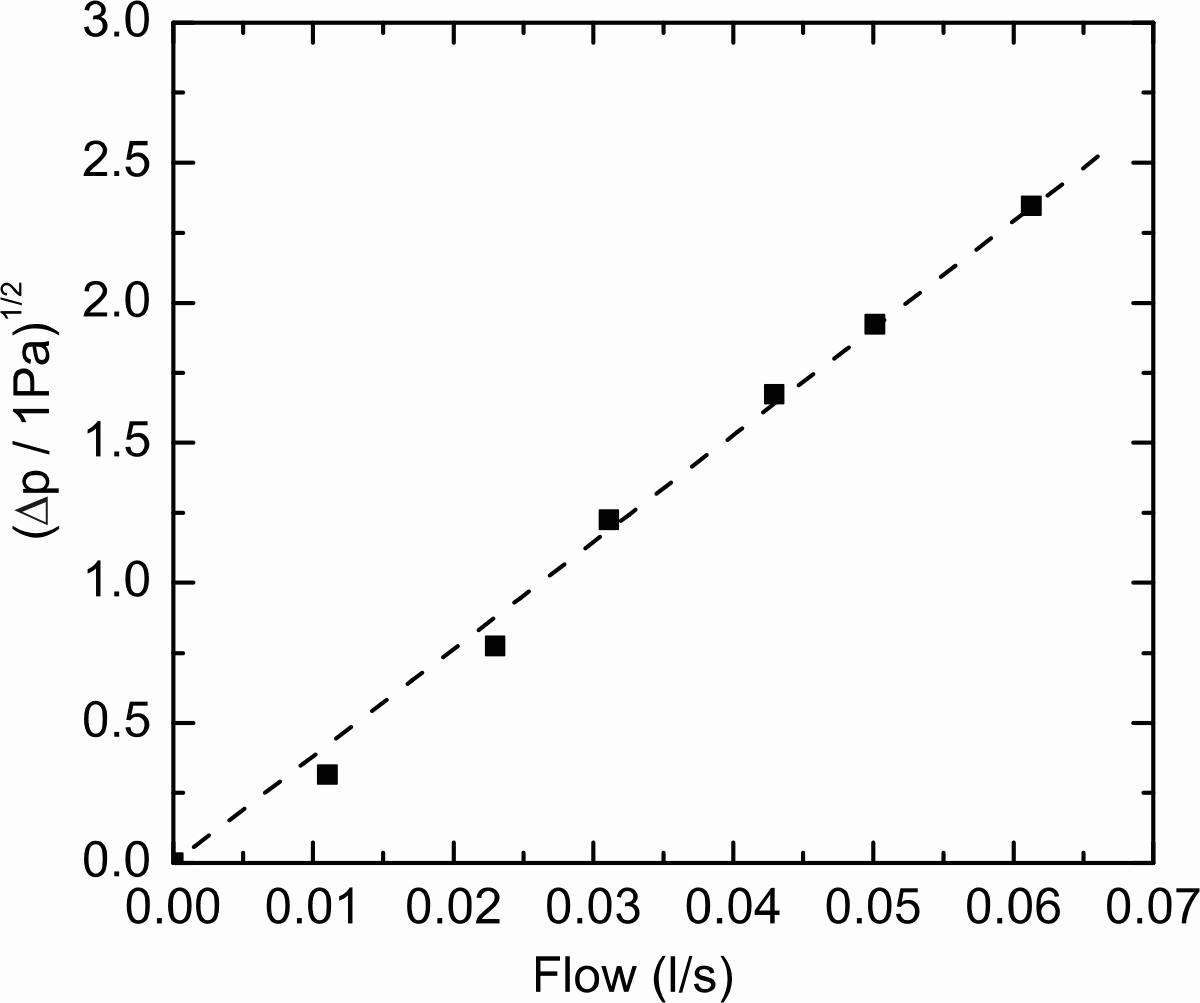
Pierwiastek kwadratowy różnicy ciśnienia między wnętrzem i zewnętrzem rury Rubensa (brak fali stojącej) dla różnych przepływów gazu. Linia kreskowana odpowiada dopasowaniu liniowemu.

Poziomo ustawiona stalowa lub mosiężna rura jest perforowana w swej górnej części. Otwory o średnicy rzędu 1 mm rozmieszczone są w stałych, niewielkich (rzędu 1 cm) odstępach. Jeden koniec rury jest zasklepiony, zaś na drugim znajduje się źródło drgań, np. mały głośniczek lub też membrana, która przekazuje drgania do wnętrza rury (wtedy pochodzące z zewnętrznego głośnika). Z boku lub od spodu znajduje się wlot (lub wloty) palnego gazu doprowadzanego wężem. Podczas użytkowania rura wypełnia się gazem, który ulatuje przez rząd dziurek i zostaje zapalony przez demonstratora. Jeśli drgania w rurze pobudzone będą odpowiednią częstotliwością podawanego dźwięku (w rezonansie z częstością drgań własnych w rurze), powstanie w niej fala stojąca. Objawia się ona pojawieniem się ustalonego obrazu płomieni, dyktowanego falą ciśnienia wewnątrz rury. W strzałkach fali płomienie są wyższe, natomiast w węzłach – niższe. Można zmierzyć długość fali powstającej w rurze po prostu mierząc przymiarem liniowym odległość między dwoma węzłami z trzecim pośrodku nich (rysunek obok).

## Wyjaśnienie działania
Jako że ciśnienie uśrednione w czasie jest jednakowe w każdym punkcie rury, nie jest prostym wyjaśnienie różnych wysokości płomieni. Jest ona proporcjonalna do strumienia objętości przepływającego gazu, jak pokazano na wykresie obok. Bazując na zasadzie Bernoulliego, przepływ gazu jest proporcjonalny do pierwiastka kwadratowego z różnicy ciśnień między wnętrzem i zewnętrzem rury. Pokazane jest to na dolnym wykresie dla rury bez wytworzonej fali stojącej. Zgodnie z tym wysokość płomienia jest zależna nieliniowo od lokalnych czasowych wahań ciśnienia. Średnia czasowa strumienia objętości gazu jest mniejsza w punktach oscylującego ciśnienia i przez to płomienie w tych punktach są niższe.

## Historia rury Rubensa
John Le Conte odkrył w 1858 roku, że płomienie są czułe na dźwięk. W 1862 Rudolph Koenig pokazał, że wysokość płomienia może zależeć od transmisji dźwięku przez dostarczany gaz. August Kundt w 1866 roku zademonstrował akustyczną falę stojącą dzięki umieszczeniu proszku likopodium lub drobno mielonego korka w szklanej rurze. Podczas pobudzania powietrza wewnątrz rury do drgań, przy odpowiednim doborze długości czynnej rury, zamykanej drewnianym korkiem, powstaje fala stojąca. Materiał wewnątrz rury gromadzi się w węzłach, będąc wymiatanym z miejsc, gdzie tworzą się strzałki fali stojącej. W ten sposób powstaje utrwalony w rozmieszczeniu proszku obraz fali stojącej. Jeszcze w tym samym stuleciu Behn wykazał, że małe płomienie mogą zostać użyte jako czułe detektory ciśnienia. W 1904 roku Heinrich Rubens, korzystając z tych dwóch odkryć, wywiercił w 4-metrowej rurze 200 małych otworów, co 2 cm każdy, po czym puścił przez rurę palny gaz. Po zapaleniu tego gazu (i uzyskaniu płomieni praktycznie równej wysokości) i doprowadzeniu do rezonansu akustycznego zauważył powstawanie dźwiękowej fali stojącej w rurze dzięki charakterystycznemu układowi wysokości płomieni.
O. Krigar-Menzel pomógł Rubensowi opracować teoretyczną stronę doświadczenia. Szczegółowy opis teorii rezonansu w rurze Rubensa dał Gardner i inni.

## Publiczne pokazy
Rura Rubensa była wystawiana publicznie w The Exploratory w Bristolu aż do zamknięcia w 1999 roku, kiedy to wystawa została przeniesiona do muzeum @-Bristol.
Pokaz ten znajduje się również w harmonogramie pokazów fizycznych wielu uniwersytetów i uczelni.
Wiele pokazów fizycznych również używa rury Rubensa, np. Rino Foundation (Holandia), Fysikshow Aarhus (Dania), Fizika Ekspres (Chorwacja) i ÅA Physics show (Finlandia).
Pogromcy mitów również wykorzystali rurę Rubensa w odcinku „Voice Flame Extinguisher” w 2007 roku.
The Daily Planet’s The Greatest Show Ever poprowadziło zawody, w których pięć kanadyjskich centrów naukowych rywalizowało, pokazując najlepszą naukową demonstrację. Edmonton’s Science Centre (Telus World of Science) wykorzystało rurę Rubensa, która wygrała zawody.